# Locali storici d'Italia
Locali storici d'Italia è un'associazione privata che promuove oltre 200 locali storici delle città italiane come caffè, alberghi e hotel, purché abbiano un legame storico con la città a cui appartengono. L'associazione gode del patrocinio del Ministero per i Beni e le Attività Culturali.

## Storia
L'associazione ha come scopo quello di valorizzare i più prestigiosi locali della penisola dal punto di vista storico, culturale e turistico; fu creata ufficialmente nel 1976 da Enrico Guagnini, giornalista appassionato di gastronomia, e da Angelo Pozzi, titolare del Ristorante Savini di Milano dal 1923. All'inizio il gruppo contava una trentina di soci ma progressivamente il loro numero crebbe fino a superare nel 2021 i 230 membri. L'appartenenza a questa associazione viene considerata dagli addetti del settore come un carattere distintivo.
Per diventare membri lo statuto prevede che l'esercizio commerciale:
- abbia almeno 70 anni di vita
- sia stato protagonista della storia d'Italia con fatti, personaggi, avvenimenti o testimonianze scritte
- abbia mantenuto lo stile, gli spazi e gli arredi delle origini.[8]

Il 13 novembre 2021 si è svolta la prima giornata nazionale dei locali storici d'Italia.